# Masza Rasputina
Treść tego artykułu może nie być zgodna z zasadami neutralnego punktu widzenia.
 Po wyeliminowaniu niedoskonałości należy usunąć szablon {{Dopracować}} z tego artykułu.
Masza Rasputina (ros. Маша Распутина, ang. Masha Rasputina), prawdziwe imię: Ałła Nikołajewna Agiejewa (ros. А́лла Никола́евна Аге́ева), ur. 15 maja 1959 we wsi Urop, Syberia, Rosja. Sławna rosyjska piosenkarka muzyki pop i aktorka. Karierę rozpoczęła w latach 90. XX wieku.

## Dzieciństwo i młodość
Masza urodziła się w małej wsi Urop w strefie tajgi w obwodzie kemerowskim (Кемеровская область). Jej matka – hydrogeolog, przyjechała na praktyki z Odessy, a ojciec był mieszkańcem tajgi. Trudne życie Maszy w surowych warunkach kształtowały charakter przyszłej piosenkarki. W wieku 18 lat Masza wprowadziła się do Kemerowa (Кемерово), gdzie po półrocznym pobycie utwierdziła się w przekonaniu, iż celem jej życia jest zostać artystką i złożyła papiery do Kemerowskiego Instytutu Kultury. Została przyjęta i w 1988 roku ukończyła fakultet dyrygentury chóralnej.

## Początki kariery
Jak często bywa kariera Maszy zaczęła się przypadkiem. Po ukończeniu nauki Masza pojechała do Moskwy, gdzie przypadkiem spotkała znanego wówczas kompozytora i poetę rosyjskiego - Leonida Dierbieniewa (Леонид Дербенев). Masza musiała również przyjąć pseudonim artystyczny, ponieważ jak jej powiedziano w środowisku muzycznym Moskwy: jedna Ałła już jest i drugiej być nie może, tak więc piosenkarka przyjęła pseudonim Masza (ponieważ to tradycyjne rosyjskie imię) Rasputina (ponieważ to nazwisko kojarzyło się Rosjanom z erotyzmem, co w owych czasach było nowością, a z drugiej strony nawiązywało do historycznej postaci Rasputina). I tak Masza Rasputina, w 1989 roku, nagrała pierwszą piosenkę „Igraj, Muzykant” (Играй, музыкант), która szybko stała się hitem radia i telewizji.
W roku 1991 ukazał się solowy album piosenkarki Gorodskaja Sumasszedszaja (Городская сумасшедшая). Tym albumem Masza Rasputina nie tylko ustabilizowała swoją pozycję na rynku muzycznym, lecz stała się również symbolem młodego rosyjskiego pokolenia, które po rozpadzie Związku Radzieckiego poszukuje własnych wartości i próbuje odnaleźć się w nowym świecie.

## Późna kariera
Masza obecnie jest znana i cenioną piosenkarką, ale jak sama mówi przede wszystkim matką swojej córeczki. Po 1991 wydała jeszcze kilka albumów, wielokrotnie występowała w galowych koncertach Piesnia Goda, a jej piosenki stale często emitowane są w radiu. w 2008 roku wystąpiła w radiu Ałła opowiadając o swojej karierze.